# Control de calidad

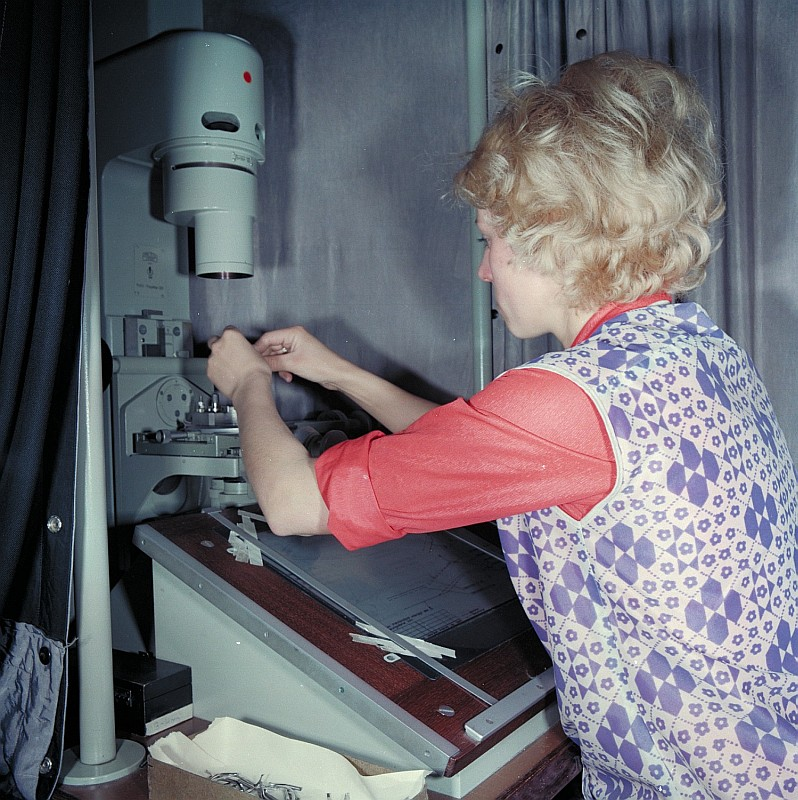
Control de calidad realizado en una fábrica

El control de calidad es el conjunto de los mecanismos, acciones y herramientas realizadas para detectar la presencia de errores.
La función principal del control de calidad es asegurar que los productos o servicios cumplan con los requisitos mínimos de calidad. Existe primordialmente como un servicio de la organización, para conocer las especificaciones establecidas por la ingeniería del producto y proporcionar asistencia al departamento de fabricación, para que la producción alcance estas especificaciones. Como tal, la función consiste en la recolección y análisis de grandes cantidades de datos que después se presentan a diferentes departamentos para iniciar una acción correctiva adecuada.
Todo producto que no cumpla las características mínimas para decir que es correcto, será eliminado, sin poderse corregir los posibles defectos de fabricación que podrían evitar esos costos añadidos y desperdicios de material.
Para controlar la calidad de un producto se realizan inspecciones o pruebas de muestreo para verificar que las características del mismo sean óptimas. El único inconveniente de estas pruebas es el gasto que conlleva el control de cada producto fabricado, ya que se eliminan los defectuosos, sin posibilidad de reutilizarlo.

## Pruebas
El control  de calidad o también llamado control cualitativo,  se lleva a cabo mediante la realización de comprobaciones,  medidas,  pruebas,  verificaciones y cualquier otra tarea que contraste el producto fabricado con unos parámetros que se consideran como referencia. 

### Homologación
Las pruebas de homologación permiten realizar las pruebas de control de calidad a una o varias muestras al inicio de la producción.  Son llevadas a cabo por laboratorios independientes y permiten catalogar los productos con respecto a estándares privados, nacionales o internacionales ,  pudiéndose posteriormente comparar los resultados de cada uno de los productos fabricados con la referencia homologada. Así pues, un cable tipo ADIF puede ser diferente  un cable tipo Metro,  siendo ambos cables de fibra óptica,  con diferente construcción,  geometría y cualidades técnicas. 
Estas pruebas verifican entre otros:

### Análisis físico
- Aspecto exterior a interior. El producto debe tener el aspecto con el que fue contratado su suministro verificándose la inexistencia de defectos.
- Color. El color de los productos se verifica con patrones de color como las plantillas Pantone.
- Calidad y durabilidad de los materiales. Mediante el empleo de maquinaria específica como hornos, se verifica que el material podrá resistir el envejecimiento natural, prediciendo la vida útil del producto en términos de estabilidad química de los materiales que lo componen.  Estas pruebas realizan ciclos térmicos sobre el producto que produce dilataciones y contracciones sucesivas simulando la vida en activo del producto acelerando años de vida en horas o días.
- Estanqueidad. En los dispositivos con una estanqueidad asociada tanto al polvo como al agua,  como indican las categorías IP. En cables con cubiertas estancas como los cables de fibra óptica se verifica la estanqueidad del cable impidiendo que el agua circule libremente por dentro de la cubierta.
- Densidad.  En el caso de productos líquidos se verifican aspectos como la densidad con la ayuda de densímetros.
- Geometría. Mediante el empleo de micrómetros,  calibres,  cinta métrica, o medidores láser,  se verifican las cotas con respecto a las proyectadas o especificadas.
- Acabado. Mediante el empleo de maquinaria específica como rayos x se verifica que la realización de soldaduras cumple con la normativa que las regula.

### Análisis químico
Las pruebas químicas permiten conocer la composición de los productos fabricados, verificándose la existencia o inexistencia de materiales como Halógenos.  Las pruebas REACH permiten conocer que los productos no tienen químicos prohibidos dentro de diferentes mercados como el europeo. 
En alimentos,  el control de calidad permite verificar la inexistencia de químicos ajenos al producto.  Esta tarea las realiza el espectrómetro de masas. 
En el caso de productos con motores de explosión o de combustión interna,  los análisis químicos en gas permiten conocer las emisiones de gases que son relevantes para su comercialización.  

### Análisis funcional
En el caso de productos con una función,  se verifica dicha función con respecto a elementos que se consideran patrón o referencia y dentro de baterías de test que permiten observar el funcionamiento del dispositivo en condiciones de funcionamiento aislado o Stand alone.
Estas pruebas tendrán un componente hardware o físico,   y/o adicionalmente uno software o lógico. 
En estas pruebas se verifican entre otros la compatibilidad electromagnética o pruebas EMI.
Estas pruebas funcionales verifican en tiempo de homologación que el producto va a soportar miles o millones de interacciones o usos dependiendo de la función del producto. 

### Etiquetado
El etiquetado del producto, permite identificar un producto de otros similares  sin necesidad de abrirlo.  El etiquetado debe cumplir una función identificativa y se suelen exigir soluciones indelebles. El etiquetado en ciertos productos además indica el mercado en el que se puede comercializar, así el marcado CE indica compatibilidad europea, mientras que el Marcado EAC indica compatibilidad para la comunidad de estados Euroasiática.

### Documentación
La documentación permite identificar el producto, las instrucciones de manejo en el idioma del cliente,  así como las pruebas a las que ha sido sometido. Todo ello debe estar accesible para los diferentes controles de calidad y mantenimientos tanto preventivos y correctivos que se realizan en el ciclo de vida de un producto incluyendo la puesta en servicio,  el mantenimiento y el reciclaje final.

## Controles en las diferentes fases del proyecto

### Estudio de viabilidad
Los estudios de viabilidad son la etapa más temprana del proyecto  En ellos se analiza la viabilidad técnica , económica  y temporal de la solución,  como los tres principales recursos a la hora de afrontar una solución de mejora. 
En esta etapa se pueden realizar revisiones que constaten los datos recogidos, analizar y las alternativas y soluciones. 

### Redacción del proyecto
Las revisiones de proyectos son un método de mejorar la calidad del producto final,  ya que se verifican mediciones, especificaciones y en general la solución técnica propuesta.  

### Homologaciones
Las homologaciones permiten a los fabricantes realizar fabricaciones de prueba,  con el objetivo de validar la solución fabricada con el cliente,  antes de lanzar la fabricación a pleno rendimiento. 

### Pruebas de calidad
Los fabricantes realizan controles de calidad de manera frecuente.  El porcentaje de productos verificados se define en Plan de Aseguramiento de la Calidad. 

### Pruebas de fábrica FAT
Una vez el proyecto está en marcha,  las pruebas en Fábrica son un método de controlar la calidad del producto por parte del cliente final o alguno de sus delegados. Las pruebas en Fábrica o pruebas FAT (del inglés Factory Acceptance Tests), son pruebas que se llevan a cabo en Fábrica previo al envío de los materiales al comprador. Estas pruebas se realizan sobre una muestra de productos generalmente al inicio de proyecto verificándose controles cualitativos, cuantitativos, geométricos, funcionales.

#### Objetivo
El objetivo de una prueba FAT es demostrar al cliente que los productos cumplen con las especificaciones acordadas en tiempo de oferta y contratación de los servicios de suministro.
Para ello se desplaza un equipo de especialistas que revisan tanto el material como la documentación, verificando que:
- Los productos son los productos solicitados.
- La cantidad fabricada es suficiente para cumplir las condiciones de suministro
- Los productos están debidamente documentados,  embalados y almacenados.
- Las pruebas de calidad son satisfactorias.
- La fecha de entrega está dentro del plazo acordado.

En estas pruebas se realizan pruebas stand alone del dispositivo o producto.

#### No conformidades
Siguiendo la norma ISO 9001,  el cliente o su consultor designado podrá elevar una no conformidad siempre que alguno de los aspectos relevantes no se cumpla. Estas no conformidades implican que los productos o una parte de ellos deben ser revisados y se acordará bien una segunda FAT o bien un envío condicionado a la realización de tareas de subsanación denominadas acciones correctivas. 

### Pruebas internas
Las pruebas internas las realiza el fabricante y permiten conocer si el desarrollo de la instalación es favorable. Se realizan con el personal de la contrata en las que no está presente el cliente ni sus representantes. 

### Pruebas de SAT
Las pruebas SAT o Site Acceptance Test,  son pruebas que se realizan a productos y/o sistemas una vez instalados. Está presente el cliente final o alguno de sus delegados o representantes.  
Las pruebas de integración o SAT  permiten verificar que el dispositivo o producto funciona correctamente dentro del sistema en el que se ha integrado.
Estas pruebas implican ensayos no destructivos,  provocando fallos en todas las conexiones e interfaces  posibles para verificar la respuesta del elemento. De la misma manera se realizan sobrecargas que verifican que las estructuras físicas,  eléctricas, ópticas, lógicas,  administrativas o  de cualquier otra índole,  soportarán el funcionamiento normal con un margen de tolerancia superior a un porcentaje que se define en tiempo de diseño y se verifica durante estas pruebas.
Tras el SAT, tiene lugar la puesta en servicio, manteniendo alternativas de fallback o de retorno. Algunas ingenierías como la civil, hablan de la entrega de la obra cuando se acepta y se permite su uso general.
Con la solución terminada se procede a documentar el proyecto As-Built,  que recoge la información realmente ejecutada independientemente de la solución proyectada.

### Reparos
Los reparos son pequeñas imperfecciones que no impiden el funcionamiento normal de la solución ejecutada, que son documentadas y suelen formar parte de una lista de puntos  a revisar  y subsanar que son gestionados durante el mantenimiento de la infraestructura, obra o dispositivo.

## Mejora de la calidad
El proceso para mejorar el nivel de rendimiento.
Pasos
1. Probar la necesidad de mejora.
2. Identificar los proyectos concretos de mejora.
3. Organizar para la conducción de los proyectos .
4. Organizar para el diagnóstico o descubrimiento de las causas.
5. Diagnosticar las causas.
6. Probar que la solución es efectiva bajo condiciones de operación
7. Proveer un sistema de control para mantener lo ganado.

Así podrá lograr un progreso puntual, ahora bien, instaurar un sistema de producción o de operaciones es la mejor manera de mejorar la calidad continuamente, para esto existen modelos como los basados en lean manufacturing o monozukuri.

## Cronología del control de calidad
| Año  | Acontecimiento |
| ---- | --- |
| 1911 | Se publica el trabajo de Frederick Winslow Taylor sobre medición del trabajo. |
| 1931 | Walter A. Shewhart publica el control estadístico de procesos (SPC) donde se trata el control de procesos mediante gráficos o cartas de control (aún en uso actualmente) y otros métodos estadísticos de la mayor parte de los temas que se han tratado en este escrito. |
| 1956 | Armand Feigenbaum crea el Control Total de Calidad. |
| 1979 | Phil Crosby publica su teoría de cero defectos y sus 14 pasos. |
| 1985 | Joseph M. Juran desarrolla los conceptos de trilogía de la calidad y de costos de calidad. |
| 1985 | Kaoru Ishikawa desarrolla la ingeniería de procesos, sus 7 herramientas estadísticas y los círculos de calidad. |
| 1986 | William Edwards Deming desarrolla las ideas de Shewhart mediante el concepto de Calidad Total de Procesos y Kaizen. |
| 1988 | Shigeru Misuno desarrolla el control de calidad a todo lo ancho de la compañía (CWQC). |
| 1990 | Administración por Calidad Total (TQM); uso de herramientas avanzadas como Seis Sigma. |